# Henrik Jensen (forfatter)
 Der er flere personer med dette navn, se Henrik Jensen.
Henrik Jensen (født 3. maj 1947) er en historiker, forfatter, samfundsdebattør og lektor emeritus på RUC med fokus på historie, kultur og samfundsproblemer.
Cand. phil. i historie fra Københavns Universitet 1973. I 1997 ansat som lektor på Roskilde Universitet ved Institut for Kultur og Identitet, i dag lektor emeritus sammesteds.
Henrik Jensen har skrevet blandt andet Krigen 1914-1918 – og hvordan den forandrede verden, Ofrets Århundrede, Det faderløse samfund og forordet til den danske oversættelse af Samuel P. Huntingtons Civilisationernes sammenstød fra 2006.
I 2006 blev hans bog Det faderløse samfund nr. 4 ved Dansk Historisk Fællesråd prisuddeling Årets historiske bog.
Han er tilknyttet Kristeligt Dagblad og Jyllands-Posten som skribent og anmelder.